# Appartamenti Belgenny
Gli Appartamenti Belgenny (in inglese: Belgenny Apartments) è uno storico edificio di Sydney in Australia.

## Storia
L'edificio venne eretto nel 1938 secondo il progetto dello studio di architettura Scott Green & Scott.

## Descrizione
L'edificio occupa un lotto d'angolo tra Bourke Street e Campbell Street nel sobborgo di Surry Hills.
Si tratta di un edificio residenziale di dieci piani in stile Art déco con negozi a livello strada. Presenta un angolo smussato che si affaccia su Taylor Square. Le facciate in mattone chiaro, divise verticalmente in grandi baie separate da elementi verticali, sono riccamente decorate. Delle piastrelle verdi con motivi floreali, sono utilizzate per comporre dei pannelli tra le finestre sull'angolo smussato. Il primo piano è rivestito con mattoni di colore più caldo, trattamento che si estende anche all'angolo del secondo livello. Piastrelle con motivi floreali e geometrici sono collocate tra le finestre del primo piano.

## Galleria d'immagini

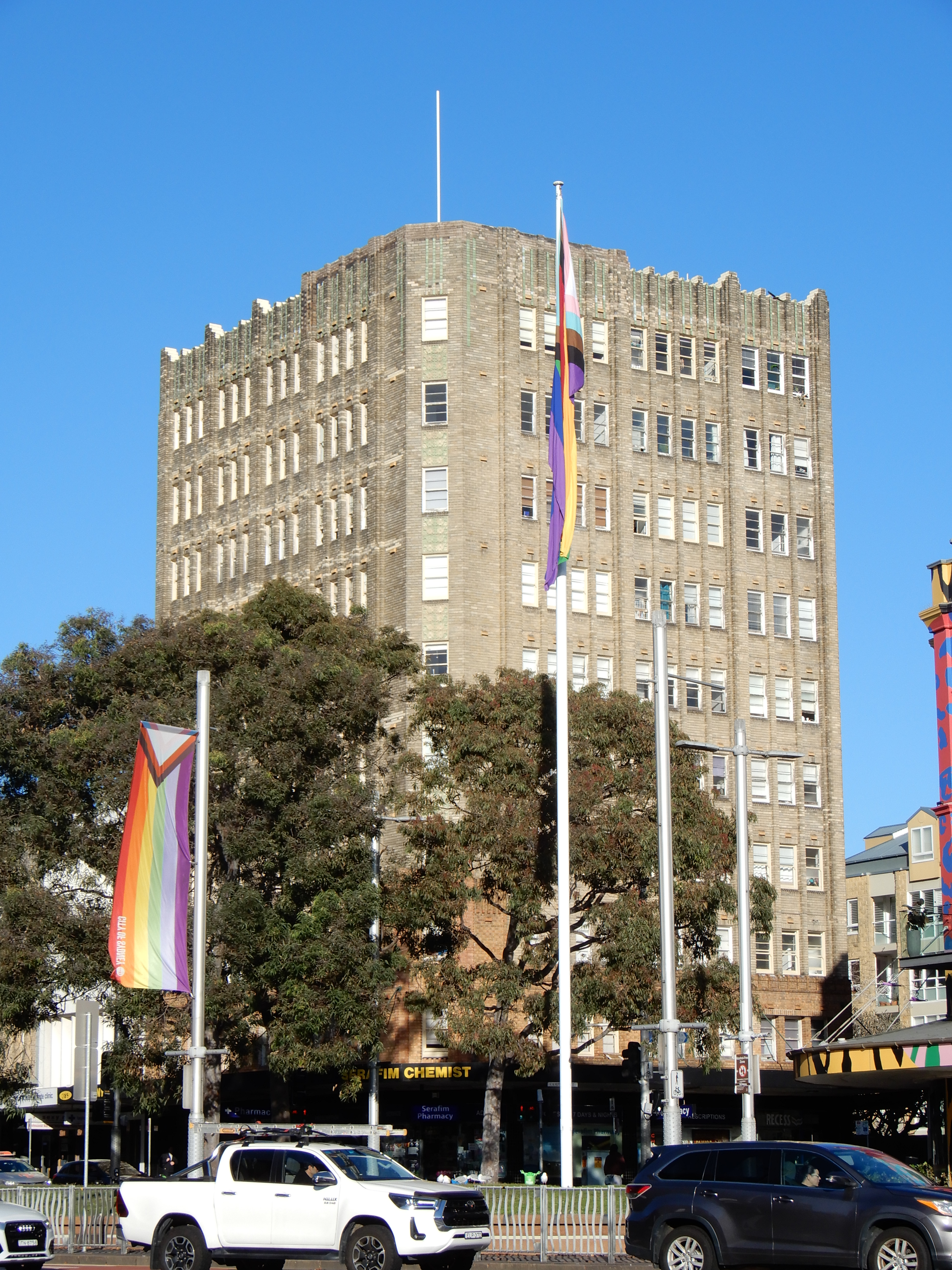
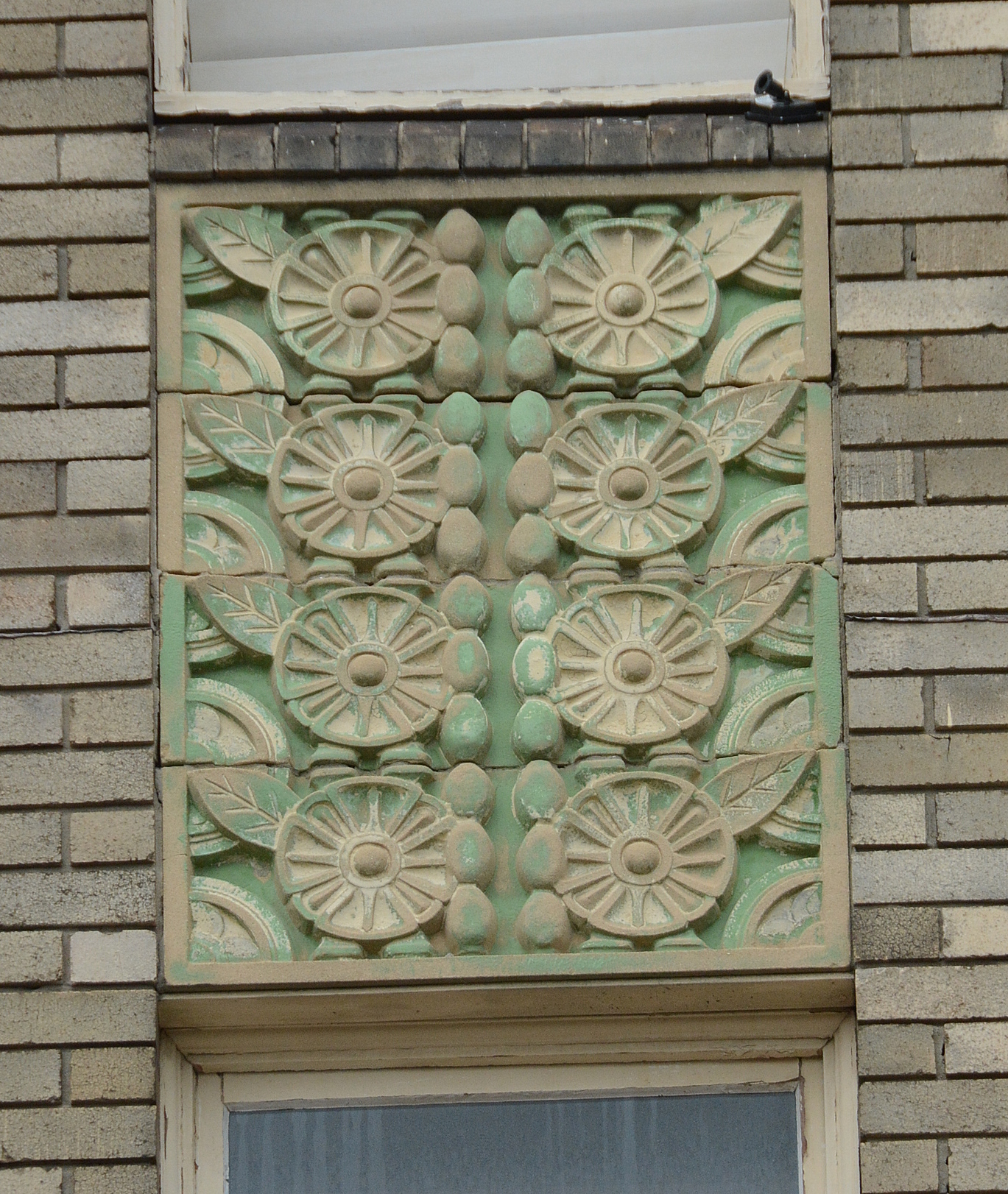
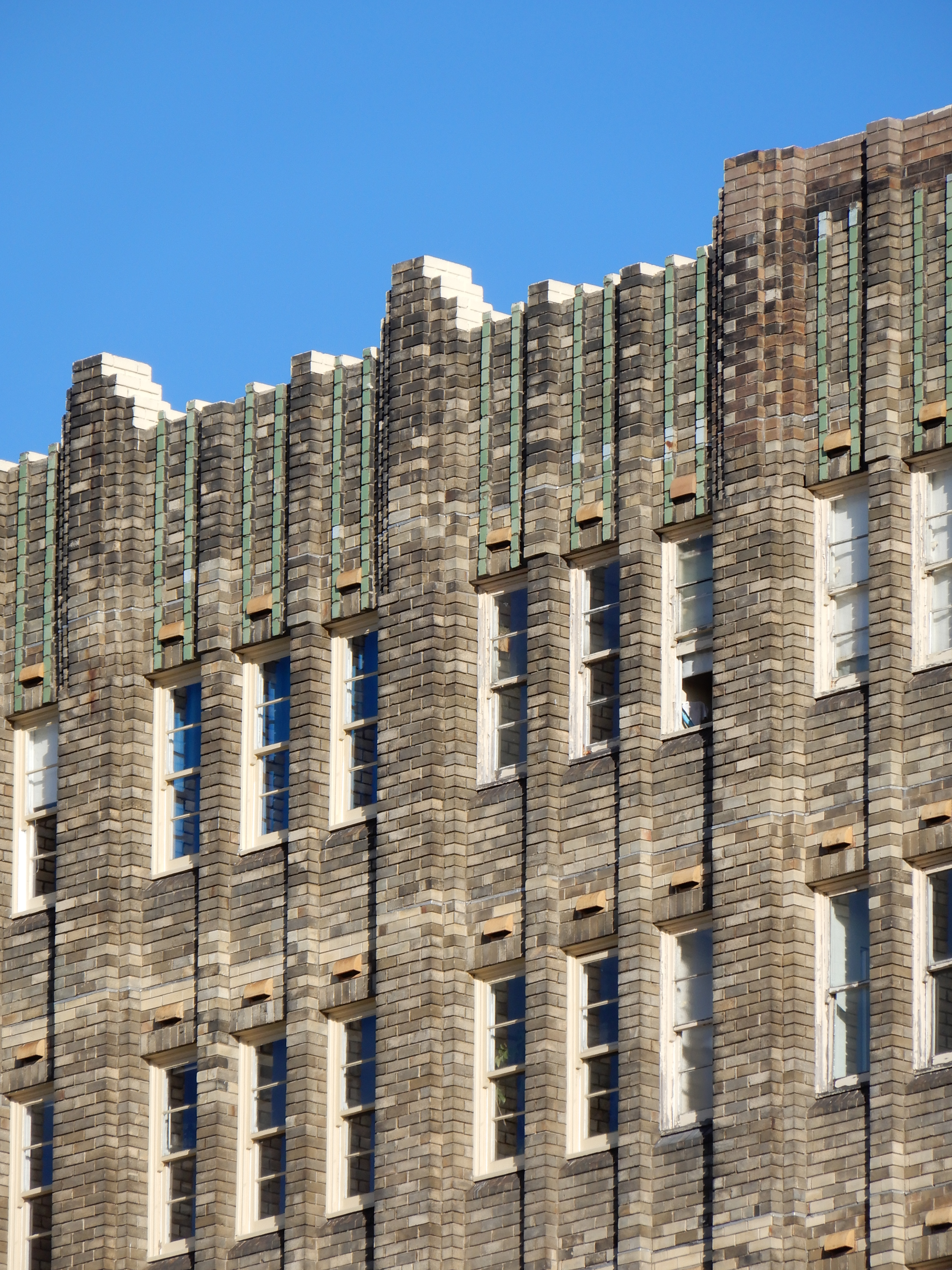